# Мрачный бурый бюльбюль
Мрачный бурый бюльбюль (лат. Crossleyia tenebrosa) — вид воробьиных птиц из семейства Bernieridae. 

## Описание
Длина тела 14—15 см. Горло тёмное с жёлтым. Крепкие ноги. Довольно короткий клюв.
Питаются членистоногими.
Эндемик Мадагаскара. Естественной средой обитания являются субтропические или тропические влажные равнинные леса.
МСОП присвоил таксону охранный статус «Уязвимые виды» (VU).

## Синонимы
В синонимику вида сходят следующие биномены:
- Bernieria tenebrosa Stresemann, 1925
- Xanthomixis tenebrosa (Stresemann, 1925)
- Phyllastrephus tenebrosus (Stresemann, 1925)